# Sprague Cleghorn
Temple de la renommée : 1958
Henry William Sprague Cleghorn (né le 11 mars 1890 à Montréal au Canada - mort le 12 juillet 1956 à Montréal) est un joueur et entraîneur de hockey sur glace professionnel québécois. Il joue dix saisons dans la Ligue nationale de hockey pour les Wanderers de Montréal, les Sénateurs d'Ottawa, les St-Patricks de Toronto, les Canadiens de Montréal et les Bruins de Boston,.  
Il est le frère aîné d'une autre figure du hockey du début du XXe siècle, Odie Cleghorn, et remportent ensemble Coupe Stanley avec les Canadiens de Montréal au cours de la saison 1923-1924.

## Biographie
Cleghorn débute dans l'Association nationale de hockey avec les Creamery Kings de Renfrew avant de rejoindre les Wanderers de Montréal. Lorsque l'ANH est dissoute en 1917, les Wanderers intègrent la toute nouvelle ligue créée : la Ligue nationale de hockey. Les Wanderers ne jouent cependant que six rencontres avant d'être contraints de stopper leurs activités après l'incendie de leur patinoire. Tous les joueurs sont alors dispersés dans les autres équipes de la ligue, y compris Cleghorn qui n'a pourtant pu jouer aucun match en raison d'une fracture de la jambe. et qui est alors intégré à l'effectif des Sénateurs d'Ottawa. Avec les Sénateurs, il remporte la Coupe Stanley en 1920, 1921. Il rejoint ensuite son frère Odie chez les Canadiens de Montréal avec lesquels il remporte sa troisième coupe Stanley en 1924. En 1925, il rejoint les Bruins de Boston où il termine sa carrière dans la LNH en 1927.
Tout au long de sa carrière, Cleghorn est un joueur redouté, accumulant les punitions en raison de sa rudesse sur la glace. Il termine notamment la saison 1921-1922 en tête des joueurs pénalisés en ayant à lui seul, avec 63 minutes de punition, plus que les deux joueurs suivants.
Cleghorn est frappé par une voiture le 29 juin 1956. Il est conduit aussitôt à l’hôpital mais souffre de plusieurs blessures à la tête et aux vertèbres cervicales. Il meurt de ses blessures à l'Hôpital St-Luc à Montréal le 12 juillet. Comble de malheur, à la veille des funérailles, son frère Odie est décédé subitement dans son sommeil et le son décès a été constaté par sa sœur chez laquelle il réside. Les funérailles de Sprague ont eu lieu le 14 juillet et il a été inhumé au cimetière Mont-Royal à Montréal.
En 1958, il est intronisé à titre posthume au Temple de la renommée du hockey. Quarante ans plus tard, en 1998, le magazine The Hockey News le classe à la 88e position des meilleurs joueurs de hockey de tous les temps.

## Statistiques

### Joueur
| Saison     | Équipe                     | Ligue         |     | Saison régulière | Saison régulière | Saison régulière | Saison régulière | Saison régulière |    | Séries éliminatoires | Séries éliminatoires | Séries éliminatoires | Séries éliminatoires | Séries éliminatoires |
| Saison     | Équipe                     | Ligue         | PJ  | B                | A                | Pts              | Pun              | PJ               | B  | A                    | Pts                  | Pun                  |                      |                      |
| 1908-1909  | Montréal Canadian Rubber   | MCHL          | 3   | 1                | 0                | 1                | 10               | --               | -- | --                   | --                   | --                   |                      |                      |
| 1909-1910  | Wanderers de New York      | USAHA         | 8   | 7                | 0                | 7                | --               | --               | -- | --                   | --                   |                      |                      |                      |
| 1910-1911  | Creamery Kings de Renfrew  | ANH           | 12  | 5                | 0                | 5                | 27               | --               | -- | --                   | --                   | --                   |                      |                      |
| 1911-1912  | Wanderers de Montréal      | ANH           | 18  | 9                | 0                | 9                | 40               | --               | -- | --                   | --                   | --                   |                      |                      |
| 1911-1912  | Équipe d'étoiles de la ANH | Exhib.        | 3   | 1                | 0                | 1                | 10               | --               | -- | --                   | --                   | --                   |                      |                      |
| 1912-1913  | Wanderers de Montréal      | ANH           | 19  | 12               | 0                | 12               | 46               | --               | -- | --                   | --                   | --                   |                      |                      |
| 1913-1914  | Wanderers de Montréal      | ANH           | 20  | 12               | 8                | 20               | 17               | --               | -- | --                   | --                   | --                   |                      |                      |
| 1914-1915  | Wanderers de Montréal      | ANH           | 19  | 21               | 12               | 33               | 51               | 2                | 0  | 0                    | 0                    | 17                   |                      |                      |
| 1915-1916  | Wanderers de Montréal      | ANH           | 8   | 9                | 4                | 13               | 22               | --               | -- | --                   | --                   | --                   |                      |                      |
| 1916-1917  | Wanderers de Montréal      | ANH           | 19  | 16               | 9                | 25               | 62               | --               | -- | --                   | --                   | --                   |                      |                      |
| 1918-1919  | Sénateurs d'Ottawa         | LNH           | 18  | 6                | 6                | 12               | 27               | 5                | 2  | 1                    | 3                    | 9                    |                      |                      |
| 1919-1920  | Sénateurs d'Ottawa         | LNH           | 21  | 16               | 5                | 21               | 62               | 5                | 0  | 1                    | 1                    | 4                    |                      |                      |
| 1920-1921  | Sénateurs d'Ottawa         | LNH           | 3   | 2                | 1                | 3                | 9                | 1                | 0  | 0                    | 0                    | 0                    |                      |                      |
| 1920-1921  | Sénateurs d'Ottawa         | Coupe Stanley | 5   | 1                | 2                | 3                | 38               | --               | -- | --                   | --                   | --                   |                      |                      |
| 1920-1921  | St-Patricks de Toronto     | LNH           | 13  | 3                | 4                | 7                | 26               | --               | -- | --                   | --                   | --                   |                      |                      |
| 1921-1922  | Canadiens de Montréal      | LNH           | 24  | 17               | 7                | 24               | 63               | --               | -- | --                   | --                   | --                   |                      |                      |
| 1922-1923  | Canadiens de Montréal      | LNH           | 24  | 9                | 4                | 13               | 34               | 1                | 0  | 0                    | 0                    | 7                    |                      |                      |
| 1923-1924  | Canadiens de Montréal      | LNH           | 23  | 8                | 3                | 11               | 39               | 2                | 0  | 0                    | 0                    | 0                    |                      |                      |
| 1923-1924  | Canadiens de Montréal      | Coupe Stanley | 4   | 2                | 1                | 3                | 2                | --               | -- | --                   | --                   | --                   |                      |                      |
| 1924-1925  | Canadiens de Montréal      | LNH           | 27  | 8                | 1                | 9                | 82               | 2                | 1  | 2                    | 3                    | 2                    |                      |                      |
| 1924-1925  | Canadiens de Montréal      | Coupe Stanley | 4   | 0                | 0                | 0                | 2                | --               | -- | --                   | --                   | --                   |                      |                      |
| 1925-1926  | Bruins de Boston           | LNH           | 28  | 6                | 5                | 11               | 49               | --               | -- | --                   | --                   | --                   |                      |                      |
| 1926-1927  | Bruins de Boston           | LNH           | 44  | 7                | 1                | 8                | 84               | 8                | 1  | 0                    | 1                    | 8                    |                      |                      |
| 1927-1928  | Bruins de Boston           | LNH           | 26  | 2                | 2                | 4                | 14               | 2                | 0  | 0                    | 0                    | 0                    |                      |                      |
| Totaux LNH | Totaux LNH                 | Totaux LNH    | 251 | 84               | 39               | 123              | 489              | 10               | 1  | 0                    | 1                    | 8                    |                      |                      |

### Entraîneur
| Saison    | Équipe                  | Ligue |    | PJ | V  | D | N      | % V                   |  | Séries éliminatoires |
| 1928-1929 | Bulldogs de Newark      | CAHL  | 40 | 14 | 26 | 0 | 35,0 % | Non qualifiés         |  |                      |
| 1929-1930 | Reds de Providence      | CAHL  | 40 | 24 | 11 | 5 | 66,3 % | Vainqueurs            |  |                      |
| 1930-1931 | Reds de Providence      | CAHL  | 40 | 23 | 11 | 6 | 65,0 % | Éliminés en 1re ronde |  |                      |
| 1931-1932 | Maroons de Montréal     | NHL   | 48 | 19 | 22 | 7 | 46,9 % | Éliminés en 2e ronde  |  |                      |
| 1935-1936 | Shamrocks de Pittsburgh | LIH   | 46 | 18 | 27 | 1 | 40,2 % |                       |  |                      |